# Фторид гадолиния(III)
Фторид гадолиния(III) — неорганическое соединение, 
соль гадолиния и плавиковой кислоты с формулой GdF3,
бесцветные (белые) кристаллы,
не растворяется в воде.

## Получение
- Действие газообразного фтористого водорода на металлический гадолиний:

{\displaystyle {\mathsf {2Gd+6HF\ {\xrightarrow {}}\ 2GdF_{3}+3H_{2}\uparrow }}}
- Обменная реакция с растворимыми солями гадолиния:

{\displaystyle {\mathsf {Gd(NO_{3})_{3}+3HF\ {\xrightarrow {}}\ GdF_{3}\downarrow +3HNO_{3}}}}

## Физические свойства
Фторид гадолиния(III) образует бесцветные (белые) кристаллы
ромбической сингонии,
пространственная группа P nma,
параметры ячейки a = 0,6570 нм, b = 0,6984 нм, c = 0,4398 нм, Z = 4.
При 1075°С происходит фазовый переход в фазу гексагональной сингонии с плотностью 7,33 г/см³.
Не растворяется в воде, р ПР = 16,17.

## Химические свойства
- С фтористым аммонием образует комплексные соли:

{\displaystyle {\mathsf {GdF_{3}+3NH_{4}F\ {\xrightarrow {}}\ (NH_{4})_{3}[GdF_{6}]}}}

## Применение
- Производство оптоволокна.